# Time Breaker
Time Breaker (Originaltitel: Get Mean) ist ein Spaghettiwestern mit Elementen des Fantasyfilmes, den Ferdinando Baldi 1975 inszenierte. Die Uraufführung fand am 21. Dezember 1975 in Lawton, Oklahoma statt. Die Erstaufführung im deutschsprachigen Raum erfolgte auf Video.

## Handlung
Einem umherziehenden Cowboy, der nur „Der Fremde“ genannt wird, werden 50.000 US$ geboten, damit er eine spanische Prinzessin namens Elisabeth in ihre Heimat zurückbringt, welche in einer anderen Zeit liegt. Dort angekommen, geraten sie zwischen zwei um einen versteckten Schatz rivalisierende Banden: die Spanier, unterstützt von den Mauren (in der deutschen Fassung werden sie fälschlicherweise als Engländer bezeichnet) bekämpfen die Barbaren. Bei der Schlacht gehen die Barbaren als Sieger hervor; die Prinzessin wird von ihnen entführt, der Fremde wird kopfüber an einem Seil hängend zurückgelassen. Eine Zigeunerin befreit ihn und bringt ihn zum Schloss der Spanier. Dort erfährt er, dass er nur mithilfe von Elisabeth den Schatz finden kann.
Mit Hilfe der Zigeunerin kann der Fremde in das Schloss des Barbarenanführers Diego eindringen. Zusammen mit Diegos buckligem Waffenexperten Sombra, den er wegen seiner Liebe zu den Romanen von William Shakespeare nur Richard nennt (als Anspielung an Richard III.) und der Prinzessin entkommt er und übernimmt statt ihr die Aufgabe, drei Prüfungen zu bestehen, um an den Schatz zu gelangen. Zunächst muss er durch eine verfallene Kathedrale voller Skelette und geisterhaftem Lachen. Anschließend färbt sich seine Haut komplett schwarz und er muss sich einem wilden Stier stellen. Nachdem er in einer Höhle eine kleine Statue eines Pferdes mit einer Halskette daran gefunden hat, kehrt er zurück zur Prinzessin. Er muss jedoch feststellen, dass Sombra ihn an Diego verraten hat. Das gefundene Schmuckstück löst bei den Barbaren Entsetzen aus, für sie ist es ein Omen des Todes. Die Barbaren bringen ihre Gefangenen zurück in ihre Festung. Die Zigeunerin wird von Sombra im Zweikampf getötet, der Fremde wird am Spieß gebraten und soll dem von den Barbaren vergöttertem Pferd (das einst, wie auch die Burg, dem Vater der Prinzessin gehörte) zum Fraß vorgeworfen werden. In der Nacht rettet Alfonso, Diegos Ratgeber und Rivale von Sombra, den Fremden, will dafür aber den Schatz. Stattdessen bedroht der Fremde ihn mit einem Skorpion und zwingt ihn, eine Botschaft in einer Wachskugel zu schlucken und an Diego zu überbringen. Diese Botschaft ist die von ihm gefürchtete Halskette.
Mit Gewehren und Dynamit bewaffnet stürmt der Fremde die Burg. Während er sich ein Duell auf Leben und Tod mit Diego liefert, finden Sombra und Alfonso durch die Explosionen den versteckten Schatz, der sich die ganze Zeit in der Burg befunden hatte. Sombra entledigt sich Alfonso, indem er ihn in eine Hütte lockt und diese in Brand steckt. Der Fremde kann Diego töten, indem er ihm einen Skorpion in die Rüstung steckt. Es kommt zum finalen Duell zwischen dem Fremden und Sombra, der nun wahnsinnig geworden ist und sich wirklich für Richard III. hält. Shakespeare zitierend ("Ein Pferd! Ein Königreich für ein Pferd!") feuert Sombra erfolglos mit mehreren Kanonen auf den Fremden, dieser erschießt ihn kurzerhand mit seiner Pistole. Am Ende reitet der Fremde zurück in seine Zeit.

## Synchronisation
Für die deutschsprachige Version wurden Tony Anthony von Michael Eder und Raf Baldassarre von Holger Schwiers synchronisiert.

## Kritik
„Leider erweist sich (der Film) als komplett unverdaulich. Grund hierfür ist in erster Linie die sträfliche Wirrheit des Drehbuches, das vollkommen außerstande ist, allen nichtbekifften Zuschauern verständlich zu machen, was eigentlich vorgeht“, findet Christian Keßler.
„Völlig misslungene Mischung aus Italowestern und Fantasyfilm“, urteilt auch das Lexikon des internationalen Films.